# 시스템 복원
시스템 복원( - 復元, System Restore)은 마이크로소프트 윈도우 ME, 윈도우 XP, 윈도우 비스타, 윈도우 7 운영 체제의 구성 요소이며 시스템 파일, 레지스트리 키, 설치된 프로그램 등을 실패하기 이전 상태로 되돌리는 기능을 가진다.
윈도우 비스타에서 시스템 복원 기능은 인터페이스가 강화되었고 섀도 복사본 기술을 기반으로 한다. 이전의 윈도우 버전에서는 파일 확장자의 변화만 지켜 보았던 파일 필터 기반이었으며, 덮어쓰기 하기 전에 파일을 먼저 복사해 두는 방식이었다.
윈도우 서버 2003 계열의 운영체제는 시스템 복원을 포함하지 않는다. 윈도우 XP 설치 CD의 버전으로 서버 운영 체제에 시스템 복원을 설치할 수 있지만 마이크로소프트의 지원은 확실하지 않다.

## 개요
시스템 복원에서 사용자는 새로운 복원 지점을 수동으로 만들어 기존에 있던 복원 지점으로 되돌리거나(롤백), 시스템 복원 구성을 변경할 수 있다. 게다가 복원 자체를 끝내지 않게 할 수 있다. 오래된 복원 지점은 지정된 용량 안에서 볼륨을 사용해야 하기 때문에 제거된다. 이 기능은 수많은 사용자에게 이것은 여러 주에 걸쳐 복원 지점을 제공할 수 있다. 성능 저하나 공간 낭비를 걱정하는 사용자들은 시스템 복원을 완전히 끄는 경향이 있다. 시스템 복원이 감시하지 않는 볼륨에 저장된 파일들은 백업하거나 복원하지 않는다.
시스템 복원은 특정한 확장자의 시스템 파일(.exe, .dll 등)을 백업하여 나중에 복구하는 데 사용하기 위해 저장해 둔다. 또한 레지스트리와 대부분의 드라이버를 백업한다.

## 감시하는 리소스
다음의 리소스를 백업한다.
- 레지스트리
- 윈도우 파일 보호 (Dllcache) 폴더의 파일
- 로컬 사용자 프로파일
- COM+와 WMI 데이터베이스
- OOS 메타베이스
- 특정 파일의 종류[3]

## 복원 지점
- 윈도우 인스톨러, 패키지 설치 프로그램과 같이 시스템 복원이 인지하는 설치 프로그램을 사용하여 소프트웨어를 설치할 때 만들어진다.
- 윈도우 업데이트가 새로운 업데이트를 윈도우에 설치할 때 만들어진다.
- 컴퓨터 사용 24시간마다[5] (윈도우 Me의 경우 10시간마다), 또는 달력 시간으로 24시간마다 만들어진다. 이 설정은 레지스트리나 분산 도구를 사용하여 설정할 수 있다. 이러한 복원 지점은 시스템 검사지점으로 알려져 있다. 시스템 복원은 작업 스케줄러가 시스템 검사지점을 만들 것을 요구한다. 또, 시스템 검사지점은 시스템이 특정한 시간 동안 유휴 상태일 경우에만 만들어진다.[6]
- 24시간 동안 컴퓨터가 꺼져있다가 운영 체제가 시동할 때 만들어진다.
- 사용자가 시스템 복원을 요청할 때 만들어진다. 윈도우 비스타에서 파일 백업 및 완전한 PC 백업을 하는 동안 만들어지는 섀도 복사본은 복원 지점으로 사용할 수도 있다.[7]

오래된 복원 지점은 선입 선출 기반에 따라 지워진다.

## 참조
1. ↑  System Restore in Windows Vista and other backup features
2. ↑  How to install System restore on server 2003
3. 1 2  Monitored File Name Extensions (Windows)
4. ↑  “Frequently Asked Questions Regarding System Restore in Windows XP”. 2008년 4월 24일에 원본 문서에서 보존된 문서. 2008년 6월 24일에 확인함.
5. ↑  “Selected Scenarios for Maintaining Data Integrity with Windows Vista”. 2008년 4월 4일에 원본 문서에서 보존된 문서. 2013년 7월 5일에 확인함.
6. ↑  “Sorry, this content has moved”. 2008년 4월 24일에 원본 문서에서 보존된 문서. 2008년 6월 24일에 확인함.
7. ↑  Windows Vista: A Guide to Windows Vista Backup Technologies

## 같이 보기
- 백업
- 섀도 복사본
- 타임 머신 (소프트웨어)